# Elektromagnet
En elektromagnet består normalt af en elektrisk spole, der genererer et magnetfelt når der sendes jævnstrøm gennem spolen.
Spolen kan evt. indeholde en kerne af et ferromagnetisk materiale som f.eks. jern, hvilket under normale betingelser (dvs. hvis den magnetiske feltstyrke ikke er stor nok til at få kernen til at gå i mætning) forstærker magnetfeltet.
Superledende elektromagneter benyttes uden kerne, da der kan opnås et langt større magnetfelt uden.
Elektromagnetisme blev opdaget i 1820 af den danske fysiker H. C. Ørsted.
Man skal vide 2 ting for at finde en kerneløs elektromagnets styrke:
- antal vindinger på spolen
- strømmens størrelse i gennem spolen.

Den totale strøm = spolens vindingstal * strømmens størrelse 
| Naturvidenskab | Spire Denne naturvidenskabsartikel er en spire som bør udbygges. Du er velkommen til at hjælpe Wikipedia ved at udvide den. |

- Wikimedia Commons har flere filer relateret til Elektromagnet